# Quisque Suis Viribus
Het Collegium Theologicum cui symbolum Quisque Suis Viribus, kortweg 'Quisque', is het vakdispuut voor studenten Religiewetenschappen en aanverwante studies aan de Universiteit Leiden. Vanouds was Quisque verbonden aan de Faculteit der Godgeleerdheid (later de Faculteit der Godsdienstwetenschappen en het Leids Instituut voor Godsdienstwetenschappen, thans het Leiden University Centre for the Study of Religion, LUCSoR). Quisque Suis Viribus werd opgericht op 19 februari 1841. Het is daarmee het oudste nog actieve vakdispuut van de Universiteit Leiden en de oudste nog actieve theologische studentenvereniging in Nederland.

## Geschiedenis
Quisque Suis Viribus werd op 19 februari 1841 opgericht door vier Leidse theologiestudenten, te weten C.J. François, A.W. van der Worm, E.S. Vorstman en W.F.J. van Vloten. Van deze oprichting is verslag gedaan in de zogenaamde Oprichtingsoorkonde. Het doel van Quisque is, volgens de hoofdbepaling van de herziene semi-officiële wet, het beoefenen van de theologische wetenschappen. De belangrijkste activiteit van Quisque is het beleggen van een vergadering op elke eerste vrijdag van de maand (behoudens de zomervakantie), waarop de leden drie lezingen ('werkzaamheden') verzorgen.
Quisque Suis Viribus betekent ‘een ieder naar zijn krachten’. De lijfspreuk van het dispuut luidt: Vreugde, Vriendschap en Theologie.
In 1991 verscheen de bundel Quisque Suis Viribus 1841-1991. 150 jaar theologie in dertien portretten. In deze bundel worden verschillende oud-leden beschreven, aan de hand waarvan een beeld geschetst wordt van de geschiedenis van Quisque. In 2016 verscheen Immer blijft de band: Quisque Suis Viribus 1841–2016, een herdenkingsboek dat de geschiedenis van Quisque Suis Viribus beschrijft met oog voor maatschappelijke, theologische en academische ontwikkelingen.

## Bekende leden
Quisque heeft sinds haar oprichting in 1841 vele wetenschappers en theologen van naam voortgebracht. Zo waren onder anderen de volgende personen lid van Quisque: 
- Gerrit Wildeboer
- Frederik Lodewijk Rutgers
- Fredrik Pijper
- Bernardus Dirks Eerdmans
- Oepke Noordmans
- Gustaaf Adolf van den Bergh van Eysinga
- Adriaan de Buck
- Willem Visser 't Hooft
- Jan Romein
- Jan Nicolaas Bakhuizen van den Brink
- Gerhard Sevenster
- Jan Nicolaas Sevenster
- Martinus Adrianus Beek
- Willem Cornelis van Unnik
- Hannes de Graaf
- Herman Johan Heering
- Arend Theodoor van Leeuwen
- Guillaume Posthumus Meyjes[5]

## Trivia
Op de Groenhazengracht staat 'het hekje van Quisque'. Het vorige hekje werd, inclusief boom, in 1949 aan de gemeente Leiden geschonken ter gelegenheid van het honderdjarig bestaan van Quisque. Het huidige hekje werd geplaatst in 1991, bij het 150-jarig bestaan. Het smeedwerk bevat twee bananen en de letters QSV en SMV ('Semper Manet Vinculum').